# ハネウェル ALF 502

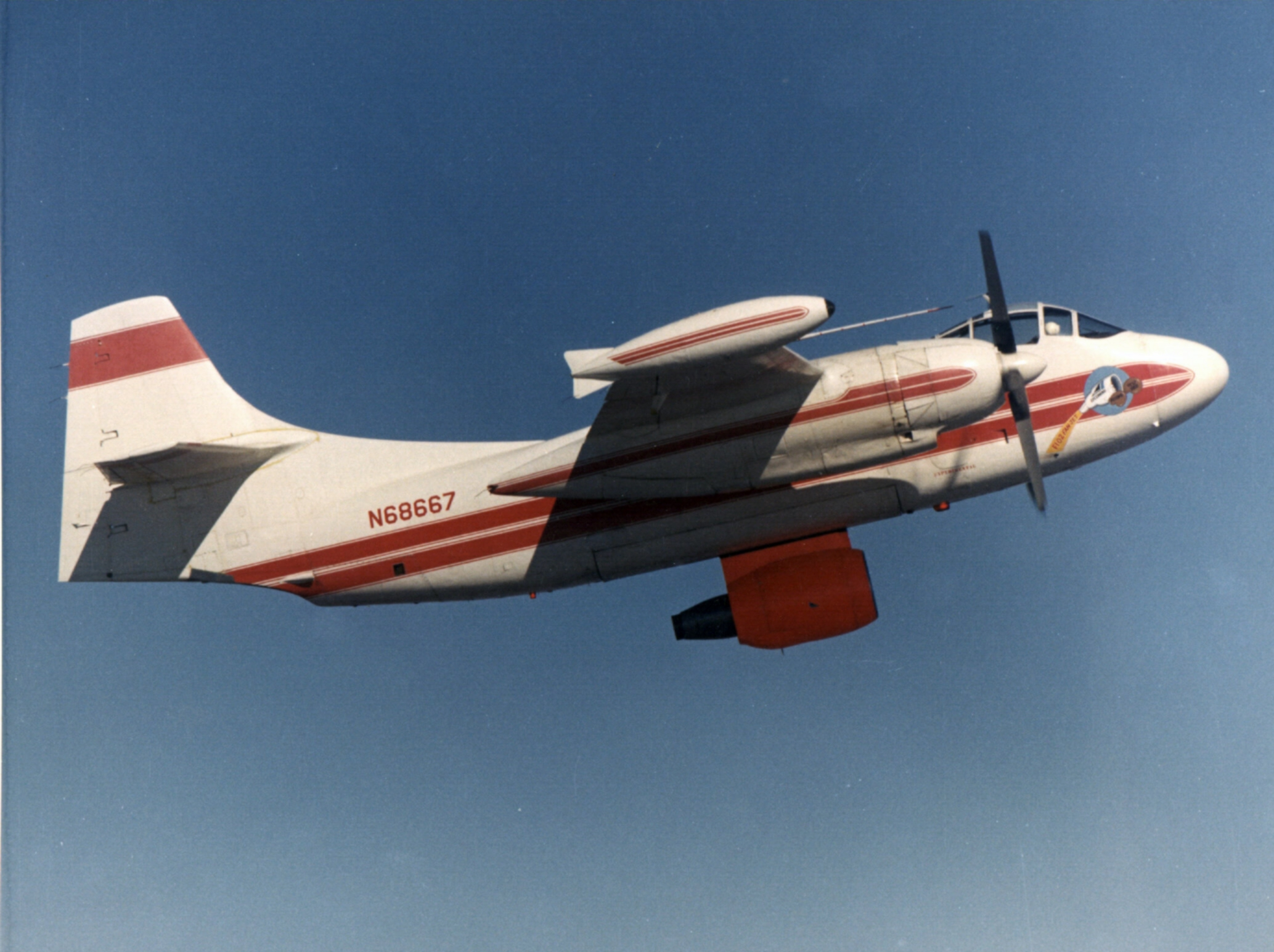
1970年代初頭にAJ サヴェージに懸下されて飛行試験を行うYF102-LD-100

ハネウェル ALF 502 はライカミングが開発してアライドシグナルを経て現在はハネウェル・エアロスペースが生産するギヤードターボファンエンジンである。
1980年に認証を取得してBAe 146やボンバルディア チャレンジャー 600に搭載される。高推力のLF 507はBAe 146の更新型アブロ RJに搭載される。初期に開発されたYF102は試作機であるノースロップ YA-9に搭載された。
原型となったエンジンは、CH-47ヘリコプター用のターボシャフト・エンジンT55-712であり、軸流式＋遠心式コンプレッサを備えるなど、ターボファン・エンジンとしては異色な形式である。

## 型式
ALF502
ALF502R
ALF502R-3
ALF502R-3A
ALF502R-5
ALF502R-6
ALF502R-7
ALF502L
ALF502L-2
ALF502L-2A
ALF502L-3

## 仕様 (ALF502-R5)
一般的特性
- 形式: 高バイパスギヤードターボファンエンジン
- 全長: 63.6 in (162 cm)
- 直径: ファン: 40.25 in (102 cm)
- 乾燥重量: 1336 lb (606 kg)

構成要素
- 圧縮機: ファン:単段, 軸流低圧圧縮機:単段, 軸流式高圧圧縮機:7段と遠心式高圧圧縮機:単段
- 燃焼器: アンニュラー式
- タービン: 高圧タービン:2段、低圧タービン:2段

性能
- 推力: 6,970 lbf (31 kN)
- バイパス比: 5.7:1
- 燃料消費率: 0.406 lb/lbf-h (41.4 kg/kN-hr)
- 推力重量比: 5.1:1

出典: ALF 502 Turbofan Engine -Honeywell Aerospace 2011年8月30日閲覧

## 搭載機
YF102
- ノースロップ YA-9

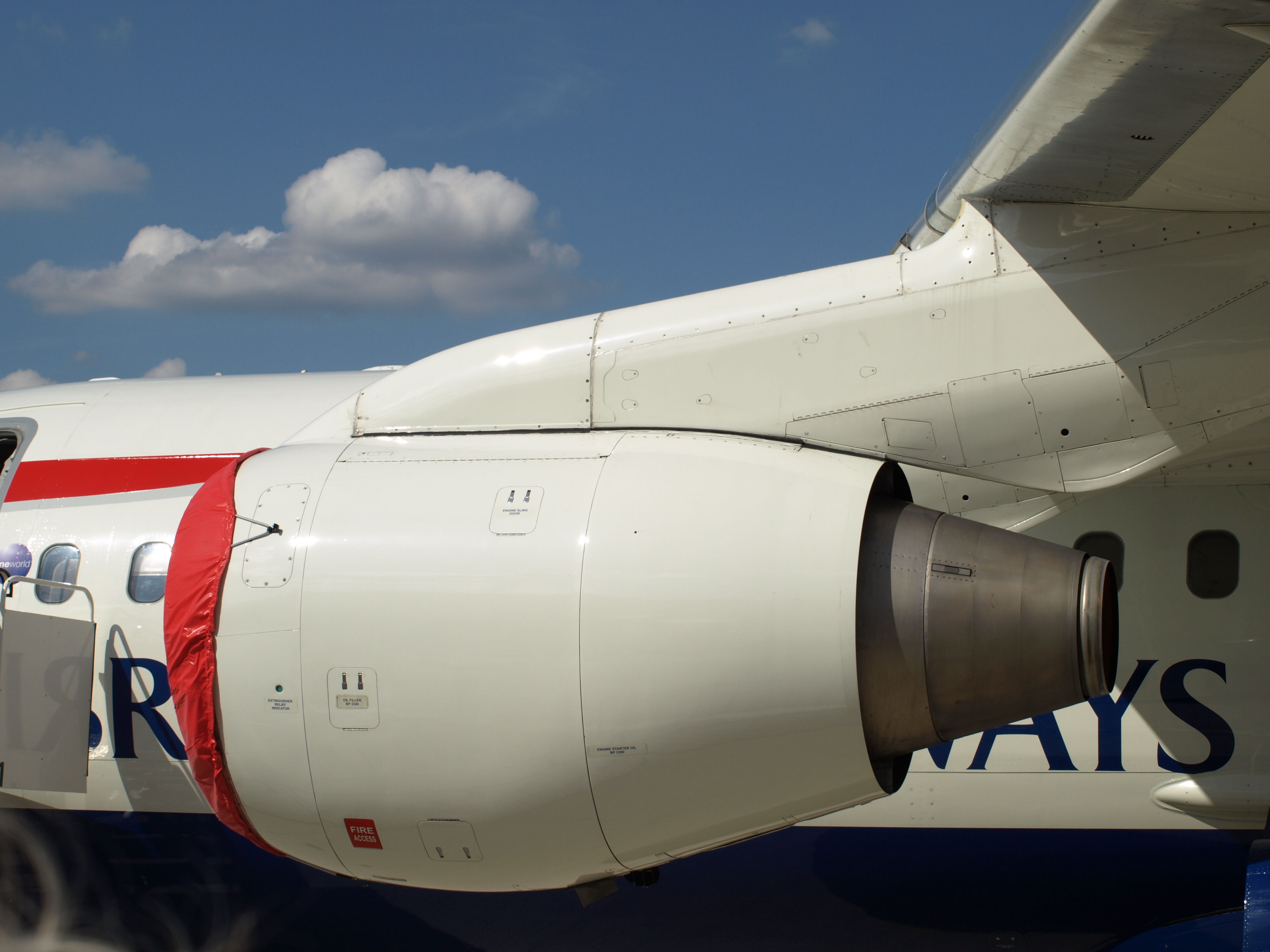
BAe 146に搭載されるALF 502

- C-8A 静粛短距離離着陸研究機 (QSRA)

ALF 502
- BAe 146
- ボンバルディア チャレンジャー 600.

LF 507
- アブロ RJ